# 衛藤智美
衛藤 智美（えとう ともみ、1991年9月10日 - ）は、日本の元女子バレーボール選手である。

## 来歴
大分県別府市出身。別府市立中部中学校を卒業後、大分県の強豪東九州龍谷高校に進学。同級生には長岡望悠、栄絵里香、芥川愛加がいる。春高バレー優勝、インターハイ優勝、国民体育大会優勝などの実績を残した。2009年12月の皇后杯では、プレミア勢を撃破する原動力となり、ベスト4入りを果たした。
2010年、Vプレミアリーグのトヨタ車体クインシーズに入部。出場機会に恵まれなかったが、2012/13 Vプレミアリーグの久光製薬戦でプレミアリーグデビューした。その後、同シーズンはレギュラーとして活躍した。
2015/16シーズンをもって現役引退。

## 所属チーム
- 別府市立中部中
- 東九州龍谷高校（2007-2010年）
- トヨタ車体クインシーズ（2010-2016年）

## 個人成績
Vプレミアリーグレギュラーラウンドにおける個人成績は下記の通り。
| シーズン | 所属       | 出場 | 出場   | アタック | アタック | アタック | アタック | ブロック | ブロック | サーブ | サーブ | サーブ | サーブ | レセプション | レセプション | 総得点 | 備考 |
| -------- | ---------- | ---- | ------ | -------- | -------- | -------- | -------- | -------- | -------- | ------ | ------ | ------ | ------ | ------------ | ------------ | ------ | ---- |
| シーズン | 所属       | 試合 | セット | 打数     | 得点     | 決定率   | 効果率   | 決定     | /set     | 打数   | エース | 得点率 | 効果率 | 受数         | 成功率       | 総得点 | 備考 |
| 2012/13  | トヨタ車体 | 28   | 94     | 401      | 159      | 39.7%    | %        | 32       | 0.34     | 268    | 10     | 3.73%  | 11.1%  | 8            | 50.0%        | 201    |      |
| 2013/14  | トヨタ車体 | 28   | 29     | 69       | 30       | 43.5%    | %        | 5        | 0.17     | 91     | 3      | 3.30%  | 11.3%  | 2            | 50.0%        | 38     |      |
| 2014/15  | トヨタ車体 | 21   | 67     | 225      | 85       | 37.8%    | %        | 18       | 0.27     | 198    | 8      | 4.04%  | 11.1%  | 4            | 50.0%        | 111    |      |
| 2015/16  | トヨタ車体 | 21   | 77     | 154      | 64       | 41.6%    | %        | 14       | 0.18     | 263    | 10     | 3.80%  | 11.9%  | 25           | 68.0%        | 88     |      |